# Masochisme (psychanalyse)
Le masochisme correspond au plaisir pris dans la souffrance ou l'humiliation subie. Le terme est repris par Sigmund Freud, qui en élargit la notion au-delà des perversions sexuelles et dans le cadre d'une théorie plus générale de la perversion en psychanalyse. Dans la théorie freudienne, le masochisme provient d'abord du sadisme, ce qui donne lieu au concept psychanalytique de « sado-masochisme ». Puis le rapport s'inverse à partir de la seconde topique quand est introduite la pulsion de mort : le  « masochisme primaire » s'oppose alors au « masochisme secondaire » défini comme le retournement du sadisme contre la personne propre.

## Genèse et évolution du concept chez Freud
Pour Roudinesco et Plon, le « masochisme », mot inventé par Krafft-Ebing, relève avant tout du vocabulaire de la sexologie. Freud va le reprendre « dans le cadre plus général d'une théorie de la perversion étendue à d'autres actes que les perversions sexuelles ». Dans la terminologie proprement psychanalytique qui s'ensuivra, « masochisme » sera couplé avec « sadisme » pour donner le « sado-masochisme », vocable qui « s'est ensuite imposé dans la terminologie psychanalytique ».
Selon Geneviève Vialet-Bine, l'histoire de l'évolution du concept de masochisme chez Freud se déroulerait surtout entre 1905, date de la parution des Trois essais, et 1924, quand paraît Le problème économique du masochisme qui « conclura la question par un point d’orgue ».

### Krafft-Ebing

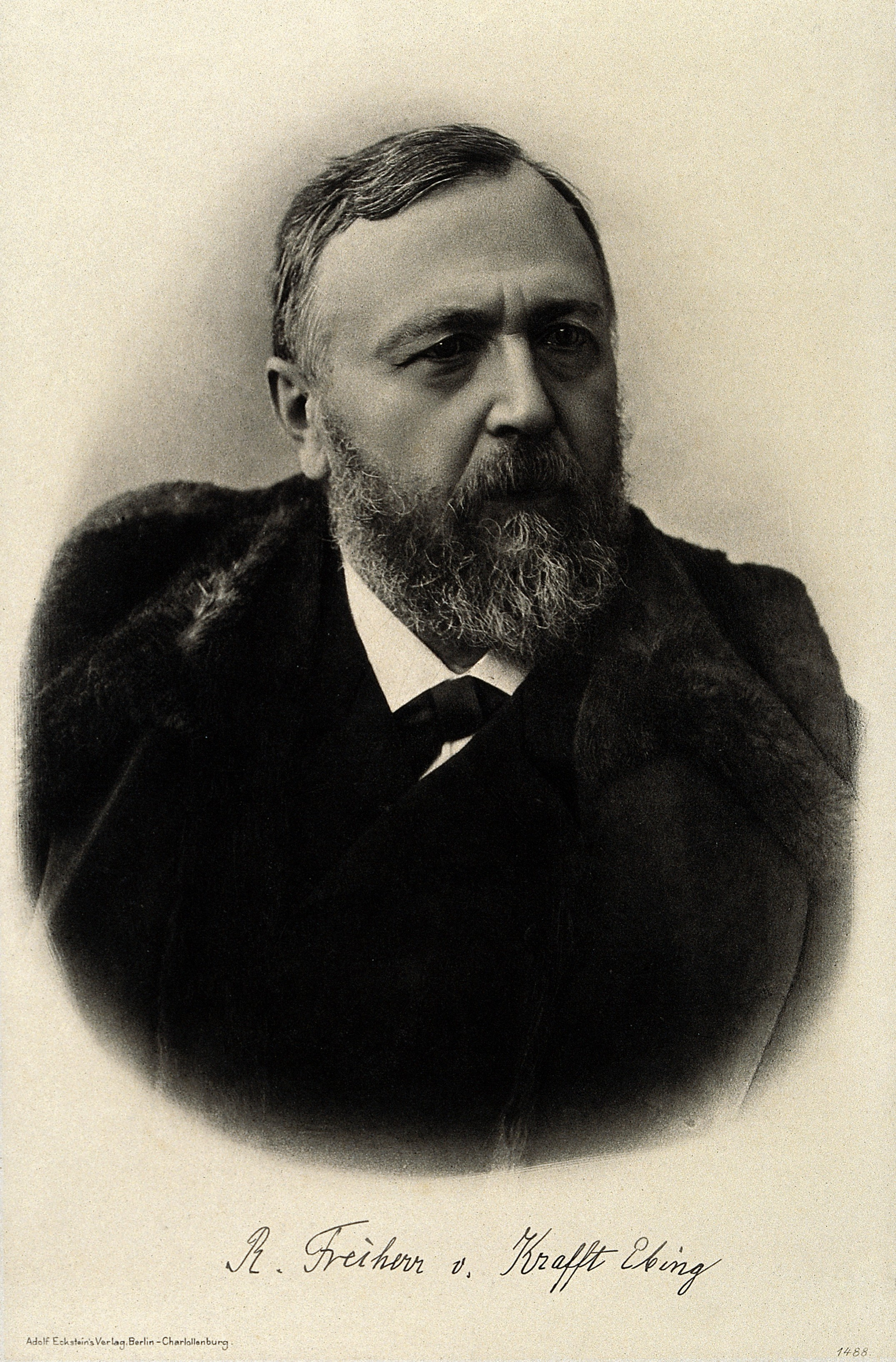
Krafft-Ebing

Sigmund Freud reprend le terme « masochisme » dû au psychiatre germano-autrichien Richard von Krafft-Ebing qui l'a formé à partir du nom de Sacher-Masoch, auteur de La Vénus à la fourrure.
Selon Laplanche et Pontalis, le masochisme est pour le psychiatre une perversion sexuelle où, toutefois, les fantasmes masochistes jouent un rôle notable. En se référant à Sacha Nacht, Laplanche et Pontalis relèvent que « le rapport entre le masochisme et son contraire, le sadisme » n'a pas échappé à Krafft-Ebing. Et du fait de l'« humiliation morale par attitude de soumission servile à la femme, accompagnée du châtiment corporel jugé indispensable » observée chez le masochiste sur le plan clinique, Krafft-Ebing  en vient « à considérer l'ensemble du masochisme comme une surcroissance pathologique d'éléments psychiques féminins »: Sacha Nacht cité évoque « un renforcement morbide de certains traits de l'âme de la femme ».

### Le concept de masochisme chez Freud
Dès 1905 (Trois essais sur la théorie sexuelle), Freud étend l'acception initiale psychiatrique du terme « masochisme » au-delà de la perversion décrite par les sexologues. Dans un premier temps, le couple sadomasochiste prévaut et le sadisme est premier par rapport au masochisme. Après le tournant de 1920 que marque la parution de Au-delà du principe de plaisir, le rapport s'inverse; le concept proprement dit de masochisme devient primordial dans la deuxième topique freudienne. 

#### Sado-masochisme
Sur la « genèse respective du sadisme et du masochisme », Freud a évolué en fonction de la théorie des pulsions.

##### Trois essais sur la théorie sexuelle

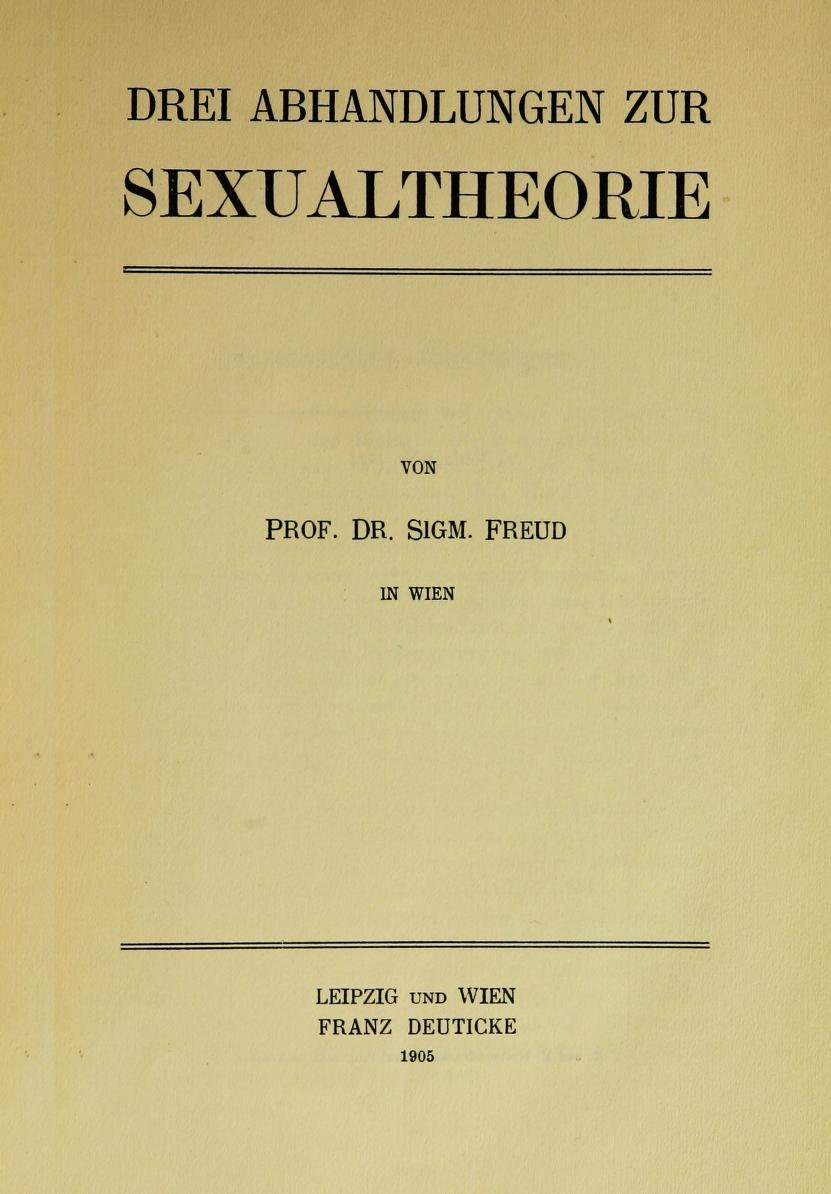
Trois essais (1905)

Dans les Trois essais sur la théorie sexuelle dont la 1e édition date de 1905, « l'idée d'une liaison entre les perversions sadique et masochiste » émise par Krafft-Ebing est reprise, mais le sadisme et le masochisme deviennent chez Freud les « deux versants d'une même perversion »: le premier en est « la forme active » et le second « la forme passive ». Laplanche et Pontalis citent Freud  sur les parts de sadisme (« forme active ») et de masochisme (« forme passive ») susceptibles de se retrouver « dans des proportions variables chez le même individu », Freud écrit en effet à cette époque des Trois essais: « Un sadique est toujours en même temps un masochiste, ce qui n'empêche pas que le côté actif ou le côté passif de la perversion puisse prédominer et caractériser l'activité sexuelle qui prévaut ».

##### Pulsions et destins des pulsions
Dans Pulsions et destins des pulsions (1915) correspondant encore à la « première théorie des pulsions », le sadisme est dit « antérieur au masochisme »: Freud considère le masochisme comme un sadisme retourné contre la personne propre ,. Dans cette conception du sadisme pris « au sens d'une agression contre autrui », la souffrance de ce dernier n'entre pas en ligne de compte et elle « n'est corrélative d'aucun plaisir sexuel »: le but de la pulsion ne consiste pas à « infliger de la douleur ». À cette étape de sa théorisation, Freud appelle sadisme « l'exercice de la pulsion d'emprise », telle que celle-ci est notamment présente chez l'enfant sadique.

#### Le concept de « masochisme » après 1920
Au-delà du principe de plaisir (1920) représente un tournant important dans la pensée de Freud et marque l'introduction de sa seconde théorie des pulsions : les « pulsions de mort » et les « pulsions de vie ».  

##### Le problème économique du masochisme(1924): Trois formes de masochisme
Dans Le problème économique du masochisme (1924), sont décrites trois formes de masochisme: érogène, féminin et moral:
- Dans le masochisme moral, le sujet, en raison d'un sentiment de culpabilité inconscient, recherche la position de victime sans jouissance sexuelle directement impliquée.
- Selon Laplanche et Pontalis, le masochisme érogène et le masochisme féminin sont plus difficiles à cerner que le masochisme moral[4]:
  - Alors que par « masochisme érogène » on entend habituellement la perversion sexuelle masochiste du « pervers masochiste cherchant l'excitation érotique dans la douleur », Freud n'y voit pour sa part qu'« une condition qui est à la base de la perversion masochiste et qu'on retrouve aussi dans le masochisme moral: la liaison du plaisir sexuel à la douleur »[4].
  - Quant au « masochisme féminin », compris habituellement comme le « masochisme de la femme », c'est ainsi dénommé par Freud que « dans le cadre de la théorie de la bisexualité, le masochisme féminin est une possibilité immanente à tout être humain ». Il correspond  et désigne aussi chez l'homme « ce qui fait l'essence même de la perversion masochiste »[4].

Jusqu'en 1924, Freud parle essentiellement du « masochisme dit féminin ou masochisme libidinal, objectal », dont le seul problème, d'après Benno Rosenberg, réside dans la (co-)excitation et la satisfaction sexuelle, alors que dans Le problème économique du masochisme, il ne s’agit plus seulement du masochisme féminin, mais aussi de deux autres formes de masochisme (érogène et moral), et surtout du masochisme érogène. Pour Rosenberg, le masochisme érogène, « pose un problème d’un tout autre ordre, celui de la destructivité et de l’auto-destructivité » : Freud est désormais préparé depuis 1920 à ce problème vital depuis qu’il a introduit le concept de pulsion de mort. Selon Denys Ribas, l'évolution de Freud sur le masochisme est liée en effet à la « nécessité de concevoir une seconde théorie des pulsions » : avec Au-delà du principe de plaisir, le masochisme se trouve recentré comme « fondement du psychisme humain ». Benno Rosenberg a insisté quant à lui sur « le rôle de “gardien de la vie” du masochisme » comme « organisateur interne du psychisme » jusqu'à en faire « un noyau primaire du Moi ».

##### Malaise dans la civilisation
Dans Malaise dans la civilisation (1930), Freud présente le masochisme comme le « pendant » du sadisme dans l'alliage entre « l'aspiration à l'amour et la pulsion de destruction », le premier étant tourné vers l'intérieur et le second vers l'extérieur : « dans le sadisme et le masochisme, nous avons toujours eu devant les yeux, fortement alliées à l'érotisme, ces manifestations de la pulsion de destruction orientée vers l'extérieur et vers l'intérieur », écrit-il.

##### Masochisme primaire et masochisme secondaire
Le masochisme que Freud désigne comme « primaire » suppose l'introduction de la pulsion de mort dans la seconde théorie des pulsions  et par rapport à la seconde topique, soit de se situer dans l'œuvre de Freud après le tournant de 1920 dans Au-delà du principe de plaisir: c'est un « état où la pulsion de mort est encore dirigée sur le sujet lui-même, mais liée par la libido et unie à elle ». Donc il ne « succède pas » au temps d'une agressivité première « tournée vers un objet extérieur ». 
Désormais, le masochisme primaire « s'oppose au masochisme secondaire » qui correspond au « retournement du sadisme contre la personne propre et s'ajoute au masochisme primaire ».
En dernier ressort et comme le remarque Jean Laplanche, si sadisme et masochisme « ont une racine commune » et « sont une seule et même perversion » pour Freud quand il affirme « qu' un sadique est toujours en même temps un masochiste », le même Freud « n'a pas énoncé la proposition converse: qu'un masochiste soit toujours , en même temps, un sadique ». Selon Laplanche, ce qui intéresse surtout Freud quand il essaie « de décrire cette soi-disant […] perversion combinée sado-masochiste », c'est en quoi elle « ne serait peut-être pas autre chose, dans son idée, que la perversion polymorphe de l'enfant ».

## Lacan
Selon Roland Chemama, le masochisme est une question ayant intéressé Lacan qui a notamment essayé de montrer qu'en devenant volontairement objet le masochiste voulait provoquer l'angoisse de l'Autre, compris comme au-delà du partenaire. Il y a en ce sens une inclinaison au masochisme chez tout sujet dans la mesure où l'Autre auquel nous adressons la question du sens de notre existence ne nous apporte nulle réponse mais où la souffrance donne le sentiment d'exister à ses yeux. Un lien est ainsi fait entre tout sujet et la perversion mais cela rejoint le rapport fait par Freud entre masochisme moral et masochisme pervers. 
Lacan poursuit cette idée en vue d'éclairer ce qu'il en est du sujet aussi bien que de l'objet a. Pour le sujet, il reprend le fantasme « un enfant est battu » et montre que dans le premier temps de ce fantasme, le sujet voit qu'être sujet implique la possibilité d'être rayé, annulé, ce que Lacan appelle le « sujet barré » qui tient les signifiants qui le structurent de l'Autre. Pour l'objet ou l'objet a, il donne deux formes : premièrement, le masochiste se fait « objet déchet » qui se fait maltraiter par plaisir ; deuxièmement, le masochiste, dans le champ de la jouissance, a un rapport particulier à la voix, celle du maître auquel il se soumet et dont lui se prive mais pour tout sujet, notamment névrosé, le fantasme, conscient ou inconscient, le met en une telle position d'objet.

#### Textes freudiens de référence
- Sigmund Freud,
  - Trois essais sur la théorie sexuelle (1905), OCF.P, VI, Paris, PUF, 2006  (ISBN 2 13 053947 5); avec une préface de François Robert, PUF/Quadrige, 2010  (ISBN 978-2-13-057953-3)
  - Pulsions et destins des pulsions (1915), dans Métapsychologie, OCF.P XIII, Paris, PUF, 1994  (ISBN 2 13 042148 2); édition PUF / Quadrige, Préface de François Robert, 2010  (ISBN 2130579574)
  - Un enfant est battu. Contribution à l'étude de la genèse des perversions sexuelles (1919), dans Névrose, psychose et perversion, traduction de D. Guérineau, Paris, PUF, 1973, p. 219-243; dans OCF.P, tome XV, traduction de J. Altounian et P. Cotet, Paris, PUF, 1996, p. 115-146  (ISBN 2 13 047850 6)
  - Au-delà du principe de plaisir (1920), Paris, Payot, coll. Petite Bibliothèque Payot, 2010  (ISBN 2-228-90553-4); Dans OCF.P XV 1916-1920, Paris, PUF, 1996,  (ISBN 2 13 047850 6), p. 273-338, et dans PUF / Quadrige, Préface de Jean Laplanche, 2010  (ISBN 2130579604)
  - Le problème économique du masochisme (1924), dans Névrose, psychose et perversion, traduction de Jean Laplanche, Paris, PUF, 1973, p. 287-297; dans Œuvres complètes de Freud / Psychanalyse (OCF.P), tome XVII, traduction de A. Bourguignon et C. v. Petersdorff, 1992, p. 9-23  (ISBN 2 13 044302 8)
  - Malaise dans la civilisation, Paris, PUF, 1971; Le malaise dans la culture, dans OCF.P, tome XVIII, traduction de P. Cotet, R. Laîné, J. Stute-Cadiot, Paris, PUF, 1994, p. 245-333  (ISBN 2 13 046576 5)

#### Études
: document utilisé comme source pour la rédaction de cet article.
(Dans l'ordre alphabétique des noms d'auteurs)
- Jacques André (dir.), L'énigme du masochisme, Paris, P.U.F., coll. « Petite bibliothèque de psychanalyse », 2000  (ISBN 2130506798)
- Gérard Bonnet,
  - Les perversions sexuelles, Que sais-je, PUF, 1983, 6e édition 2015, [lire en ligne]
  - La perversion, se venger pour survivre, PUF, 2008 [lire en ligne]
- Roland Chemama (dir.) et Bernard Vandermersch (dir.), Dictionnaire de la psychanalyse, Paris, Larousse, 2009, 4e éd., 602 p. (ISBN 978-2-03-583942-8)
- Jean Laplanche,
  - « La position originaire du masochisme dans le champ de la pulsion sexuelle » (1968) et « Masochisme et théorie de la séduction généralisée » (1992), dans: Jean Laplanche,  La révolution copernicienne inachevée. Travaux 1967-1992, Paris, Aubier, 1992, p. 37-58, 439-456  (ISBN 2-7007-2166-7).
  - Problématiques I. L'angoisse,Paris, PUF, 1981 (2e éd.), (sur Deleuze:) p. 290, 292-297  (ISBN 2 13 036989 8).
  - « Masochisme et sexualité. Entretien avec Jacques André », dans: Jacques André (dir.), L'énigme du masochisme, Paris, P.U.F., coll. « Petite bibliothèque de psychanalyse », 2000,  p. 19-30  (ISBN 2130506798).
- Jean Laplanche et Jean-Bertrand Pontalis, Vocabulaire de la psychanalyse (1967), entrées : « Masochisme », « Sadisme — Masochisme, Sado-masochisme », Paris, P.U.F., 1984,  (ISBN 2 13 0386210)
- Sacha Nacht, Le Masochisme, préface de Robert Neuburger, Paris, Payot, coll. « Petite Bibliothèque Payot », 2008  (ISBN 2-228-90326-4)
- Theodor Reik : Le Masochisme (Masochism in Modern Man, 1941), trad. de l'anglais par Matila Ghyka, Paris, Payot, coll. « Bibliothèque scientifique Payot », 1953 ; rééd. 2000  (ISBN 2-228-89359-5)
- Denys Ribas, « masochisme  », « masochisme érogène », «  masochisme féminin », « masochisme moral », « masochisme primaire », « sadisme », « sado-masochisme » (articles), dans Dictionnaire international de la psychanalyse (dir.: Alain de Mijolla), Paris, Hachette Littératures, 2005,  (ISBN 201279145X)
- Benno Rosenberg, Masochisme mortifère et masochisme gardien de la vie,  préface de Claude Le Guen, Paris, P.U.F., coll. « Monographies de la Revue française de psychanalyse », 1991 ; rééd. 2003  (ISBN 2130434908) [lire en ligne].
- Élisabeth Roudinesco et Michel Plon, « Masochisme », « Sado-masochisme », Dictionnaire de la psychanalyse (1997), Paris, Fayard / La Pochothèque, 2011,  (ISBN 978-2-253-08854-7)
- Geneviève Vialet-Bine, « Masochisme et pulsion de mort, « Les trois masochismes », Che Vuoi?, vol. 32, no. 2, 2009, p. 59-71.